# خوليو أبريو
خوليو أبريو (بالإسبانية: Julio Abreu)‏ (مواليد 10 يونيو 1954) هو سبّاح باراغواياني، مثّل بلاده في الألعاب الأولمبية الصيفية 1976.

## روابط خارجية
- خوليو أبريو على موقع الاتحاد الدولي للسباحة (الإنجليزية)
- خوليو أبريو على موقع أوليمبيديا (الإنجليزية)